# کارل-آدولف هولیت
کارل-آدولف هولیت (آلمانی: Karl-Adolf Hollidt) یک ژنرال آلمانی در دوره رایش سوم و از ۵ مارس ۱۹۴۳ تا ۷ آوریل ۱۹۴۴ فرمانده ارتش ششم ورماخت بود.